# Iurie Leancă
Iurie Leancă, född 20 oktober 1963 i Cimișlia i Moldaviska SSR, Sovjetunionen, i nuvarande Moldavien, är en moldavisk politiker som från 25 april 2013 till 18 februari 2015 var Moldaviens premiärminister, inledningsvis tillförordnad till 31 maj 2013. Han var Moldaviens utrikesminister från 2009 till 2013.
Leancă var ministerråd vid Moldaviens ambassad i Washington, D.C. 1993–1997.